# بيت قراضة (المحويت)

تعديل مصدري - تعديل

بيت قراضـة هي إحدى قرى عزلة الوسط بمديرية المحويت التابعة لمحافظة المحويت، بلغ تعداد سكانها 246 نسمة حسب تعداد اليمن لعام 2004.